# Texas Legends
Die Texas Legends sind ein Basketballteam der NBA G-League, das in Frisco (Texas) beheimatet ist. Sie sind das Farmteam der Dallas Mavericks. Trainerin war von 2009 bis 2011 Nancy Lieberman, die erste Cheftrainerin in einer Herren-Profiliga im Basketball. Die Legends gewannen mit ihr 2009 die D-League Meisterschaft, mit einem 2:0 über die Utah Flash. Zur Saison 2011/12 wurde sie durch Del Harris ersetzt.
Die Texas Legends gingen aus den Colorado 14ers hervor und nahmen erstmals in der Saison 2010/11 am Spielbetrieb der Development League teil. Als 6. der Western Conference und insgesamt 8. der regulären Saison in der Entwicklungsliga erreichten sie in ihrer ersten Spielzeit die Playoffs, in denen sie in der ersten Runde gegen die Tulsa 66ers ausschieden.
Zur Saison 2012/13 wurde der ehemalige Spieler der Dallas Mavericks Eduardo Nájera neuer Headcoach der Legends.

## Ehemalige Spieler (Auswahl)
| - Joe Alexander - Louis Amundson - Kelenna Azubuike - Antonio Daniels - Chris Douglas-Roberts - Melvin Ely - Devin Ebanks - Dan Gadzuric - Reece Gaines - Terrel Harris - Didier Ilunga-Mbenga - Damion James | - Mike James - Dominique Jones - Rashad McCants - Fab Melo - Drew Neitzel - James Nunnally - Greg Ostertag - Sean Singletary - Alando Tucker - Sonny Weems - Delonte West - Yi Jianlian | - Kostas Antetokounmpo |

## Saisonbilanzen
| Saison         | Siege:Niederlagen | Prozent | Play-offs                                    |
| -------------- | ----------------- | ------- | -------------------------------------------- |
| Saison 2010/11 | 24:26             | 48,0    | Erstrundenniederlage gegen Tulsa 66ers (1:2) |
| Saison 2011/12 | 24:26             | 48,0    | keine Play-offs                              |
| Saison 2012/13 | 21:29             | 42,0    | keine Play-offs                              |
| gesamt         | 69:81             | 46,0    | eine Playoff-Teilnahme                       |

## Spielort
Die Heimspiele tragen die Legends im Comerica Center in Frisco, Texas, aus. Die Arena fasst 4500 Zuschauer. Das Eishockeyteam der Texas Tornado ist ebenfalls in der Arena beheimatet.